# Xerofite

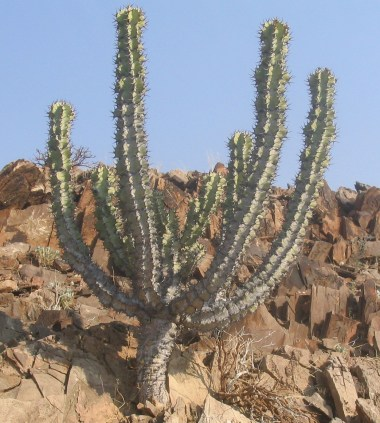
Cactusul (Euphorbia virosa) este un exemplu clasic al xerofitelor

Xerofitele (din greacă : xeros " uscat " și phytos , plantelor ") sunt tip de organizare a plantelor care sunt adaptate la site-uri extrem de uscate . Concentreze mai mult sunt plante care sunt adaptate la un mod regulat pentru a completa deficitul de apă lichidă . Acest deficit ar putea fi legate de climă , la fel ca în aride la climate semi- aride unde apa este , în general, lipsesc sau în zonele arctice , alpine , unde apa nu este disponibil în formă lichidă , care au nevoie plantele . Deficitul de apă poate , cu toate acestea , la fel ca în solurile nisipoase ( capacitate low - holding de apă ) , sol argilos (material compactat , apa curge superficial de la ), sau chiar cu calcar , de asemenea, din cauza naturii a solului ( de multe ori mai multe santuri si fisuri , apa se scurge repede ) . Formele de adaptare la deficitul de apă în stare lichidă se numește Xeromorphien . Limitele xerofite astfel pe mesophytes și hygrophytes , limitele nu sunt în mod clar perceptibile . Cele Halofitele se găsesc adaptări morfologice , similare cu cele ale xerofite , deoarece prezența NaCl ( sare de masă ) , o secetă fiziologică cauzată ( potențial de apă ) .
Multe Xeromorphien bazat pe reducerea pierderilor de apă prin transpirație . Cele mai multe dintre transpirației se întâmplă atunci când deschideți stomatele . Cu toate acestea , această transpirație conducetransportul pe distanțe lungi a apei înfabrica de la ( transpirație ) , astfel plantele sunt dependente dedeschidere a stomatelor . Xerofite sunt adaptate la această problemă .
O găsește xerofite în multe familii de plante , cum ar fi în rogoz ( Cyperaceae ) , familie Crassula ( Crassulaceae ) sau de familie Daisy ( Asteraceae ) .